# Schesaplana
Schesaplana är ett berg i Schweiz, på gränsen till Österrike. Det ligger i den östra delen av landet, 170 km öster om huvudstaden Bern. Toppen på Schesaplana är 2 965 meter över havet, eller 995 meter över den omgivande terrängen. Bredden vid basen är 15,9 km. Schesaplana ingår i Rätikon.
Terrängen runt Schesaplana är huvudsakligen bergig. Schesaplana är den högsta punkten i trakten. Närmaste större samhälle är Igis, 15,8 km sydväst om Schesaplana. 
Trakten runt Schesaplana består i huvudsak av gräsmarker. Runt Schesaplana är det ganska glesbefolkat, med 47 invånare per kvadratkilometer.